# 草野真梨子
草野 真梨子（くさの まりこ、1984年7月10日 - ）は、フリーアナウンサー、元さくらんぼテレビアナウンサー。

## 来歴・人物
東京都出身。吉祥女子中学校・高等学校を経て、立教大学卒業後の2007年4月にさくらんぼテレビジョンに入社した。同期には白田貴彦、阿久津尚子がいる。アナウンサーと記者を兼務して活躍したが、2008年12月に退社した。
2009年よりニチエンプロダクションに所属して、ラジオ日本の競馬中継のパドックリポーターなどを務める。2010年3月よりキャスト・プラス（旧社名：クリエイティブ・メディア・エージェンシー）に移籍してTBSニュースバードのキャスター。2013年9月までの3年半出演した。
2014年3月末でキャスト・プラスを退社。同年7月、ニチエンプロダクションに再び所属。
大学時代は日本テレビのイベントコンパニオンをしていたことがある。
2015年5月に第１子を出産。
2017年に新潟県に引越し第２子を出産。

## 過去の担当番組
- FNNニューススピーク(2020年4月 - 9月、新潟総合テレビ)
- ラジオ日本 土曜・日曜競馬実況中継（2009年5月 - 2010年3月）
- TBSニュースバードキャスター（2010年3月29日 - 2013年9月25日）

### さくらんぼテレビ時代
- SAYスーパーニュース（天気コーナー）
- FNNスピーク

## 参考資料
- TBSニュースバード内「わたしのヒトリゴト」（2010年4月17・18日放送）